# Lakhdaria
Lakhdaria är en ort i Algeriet.   Den ligger i provinsen Bouira, i den norra delen av landet, 50 km öster om huvudstaden Alger. Lakhdaria ligger 171 meter över havet och antalet invånare är 56 719.

## Terräng och klimat
Terrängen runt Lakhdaria är huvudsakligen kuperad. Lakhdaria ligger nere i en dal.Runt Lakhdaria är det ganska tätbefolkat, med 222 invånare per kvadratkilometer. Lakhdaria är det största samhället i trakten. Trakten runt Lakhdaria består till största delen av jordbruksmark.